# Eruga del boix
L'eruga del boix, eruga defoliadora del boix, papallona del boix, o palometa del boix (Cydalima perspectalis) es una espècie de lepidòpter ditrisi de la família dels cràmbids (Crambidae). És nativa de l'Àsia oriental (Japó, Xina, Taiwan, Corea, l'Extrem orient rus i l'Índia). És una espècie invasora a Europa. L'espècie va ser descrita per Francis Walker el 1859.
Va ser registrada per primera vegada a Alemanya el 2006, i posteriorment se n'han trobat a Suïssa i els Països Baixos el 2007, a Gran Bretanya el 2008, França i Àustria el 2009, Hongria el 2011, Romania i Turquia. També ha afectat a Eslovàquia, Bèlgica i Croàcia.
Durant la preparació dels Jocs Olímpics d'Hivern de 2014 el 2012 va ser introduït d'Itàlia a Sotxi amb l'estoc de plantada de Buxus sempervirens i el següent any va començar a defoliar peus de Buxus colchica en grans quantitats.
El 2014 es detectà una primera infestació a Catalunya a Besalú. Forma una amenaça seriosa per alguns ecosistemes dels boscs de la Garrotxa i del Baix Maestrat, als quals el boix té un paper important. L'any 2018 es va detectar a Mallorca, on amenaça el boix baleàric. A l'any 2019 es va registrar la seva presència a les comarques del Baix Ebre i el Montsià i l'any següent s'anunciava que s'estava expandint ràpidament per diverses zones del Parc Natural dels Ports, una zona dominada pel sotabosc del qual s'alimenta. El 2023, causà estralls mediambientals per una plaga estival al Parc Natural de la Tinença de Benifassà.

## Morfologia

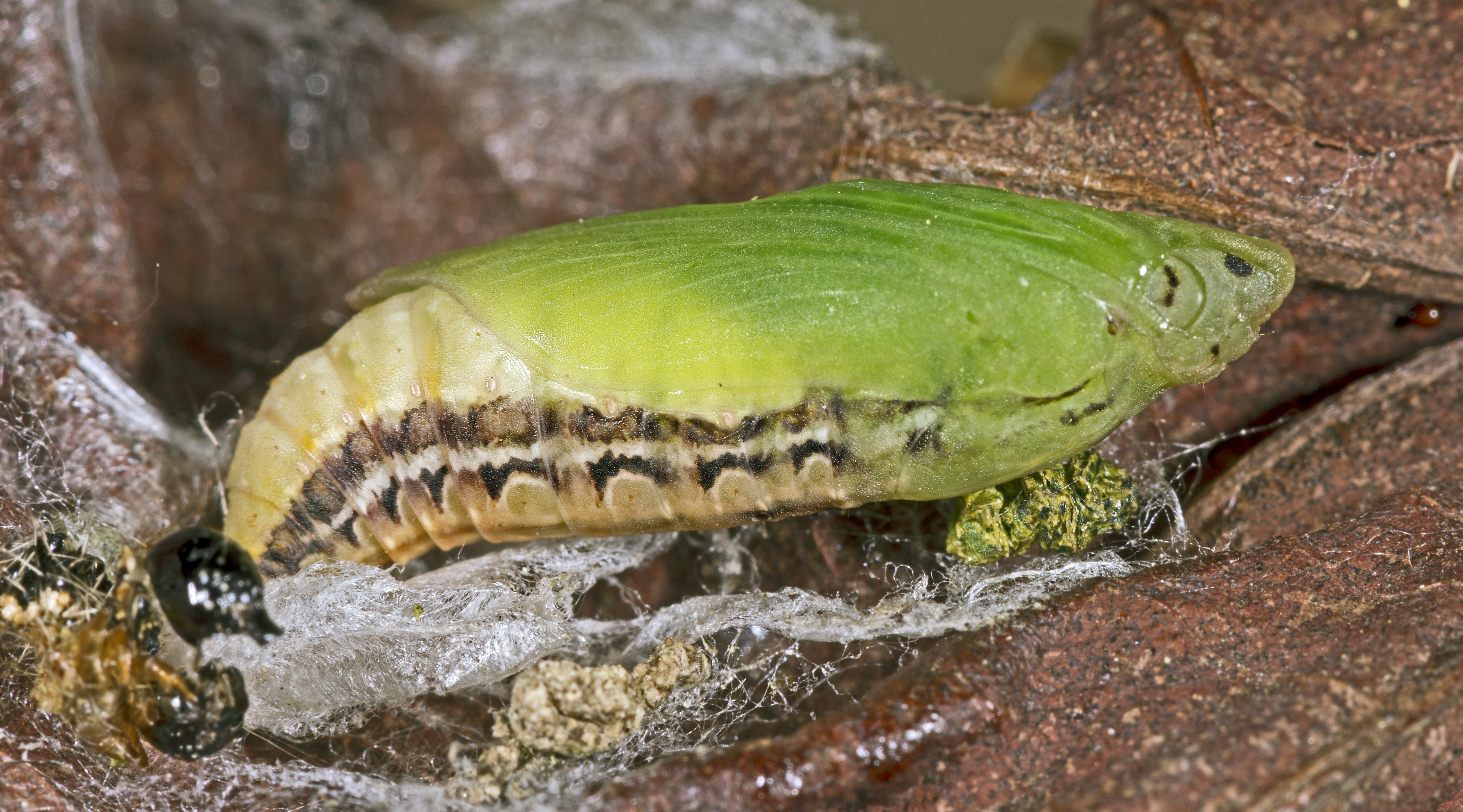
Pupa

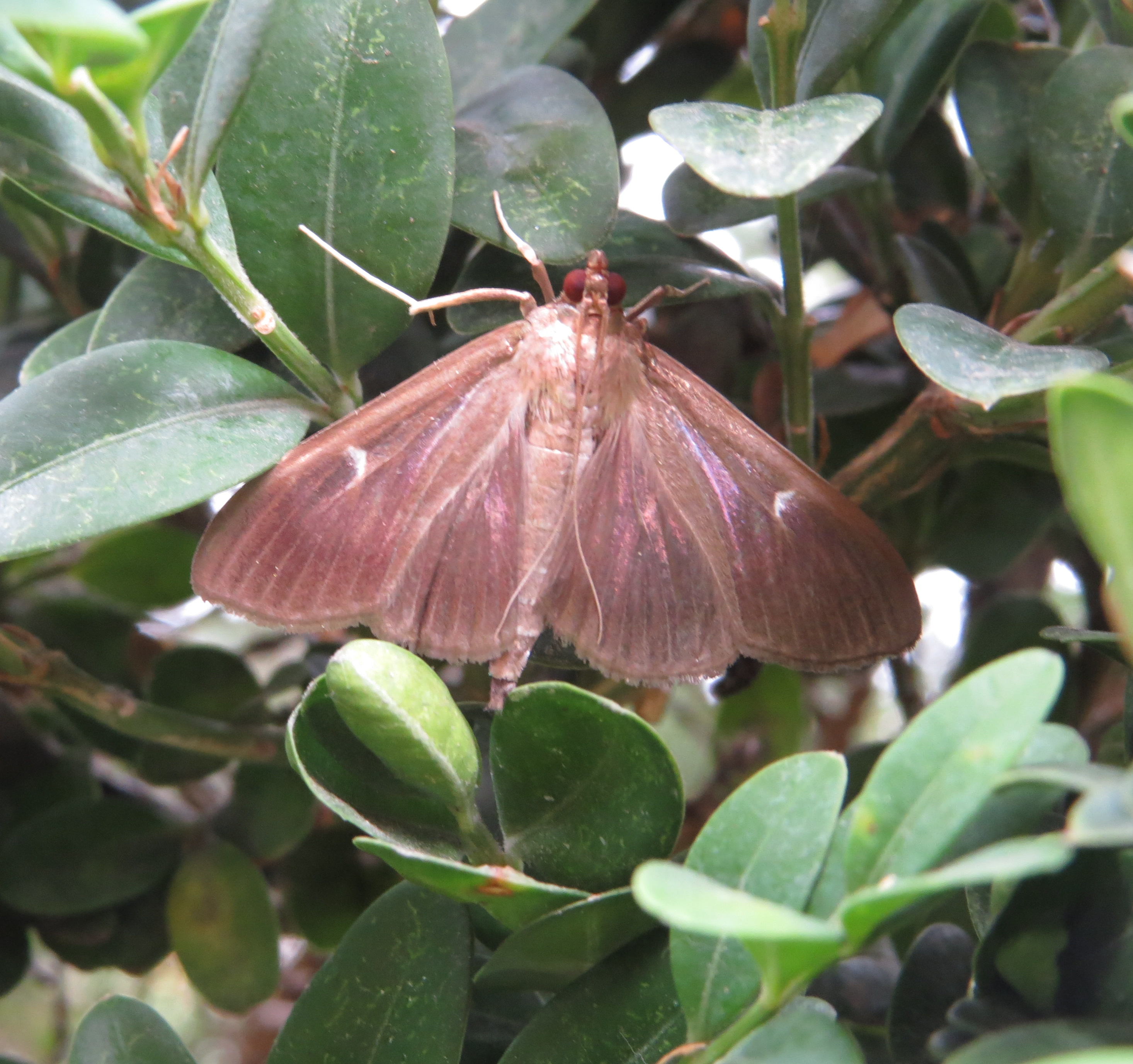
Variant de color marró

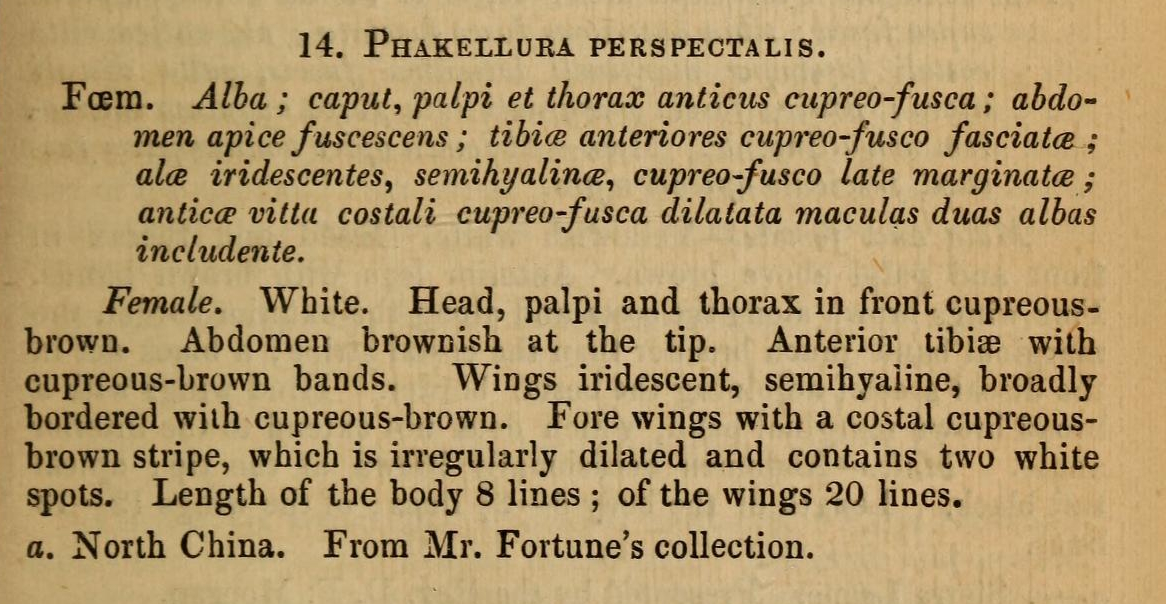
Primera descripció per Walker 1859

Els ous amiden 1 mm de diàmetre, i són postos sota fulles verdes que no han estat atacades. Les larves en sortir de l'ou fan 1-2 mm de llargada. Es desenvolupen en quatre setmanes fins a mesurar 35-40 mm com a màxim. S'encongeixen una mica a l'inici de la nimfosi, les pupes fan 25-30 mm, primerament verdes amb ratlles marrons longitudinals, i després més i més marronós. L'envergadura de la forma adulta és 40–45 mm. S'han observat dues variants, la més comuna és majoritàriament blanca mentre l'altra és més marró clar.

## Ecologia
Es poden produir de dues a tres generacions per any amb adults d'abril/maig fins al setembre i fins a quatre generacions en zones amb tardors suaus al final de l'any. L'espècie passa l'hivern com a larva jove protegida en un hivernacle fet amb dos fulles de boix unides amb seda. Aquesta capacitat de proliferació n'augmenta la nocivitat i dificulta el control, com que cal repetir l'acció a cada généració.

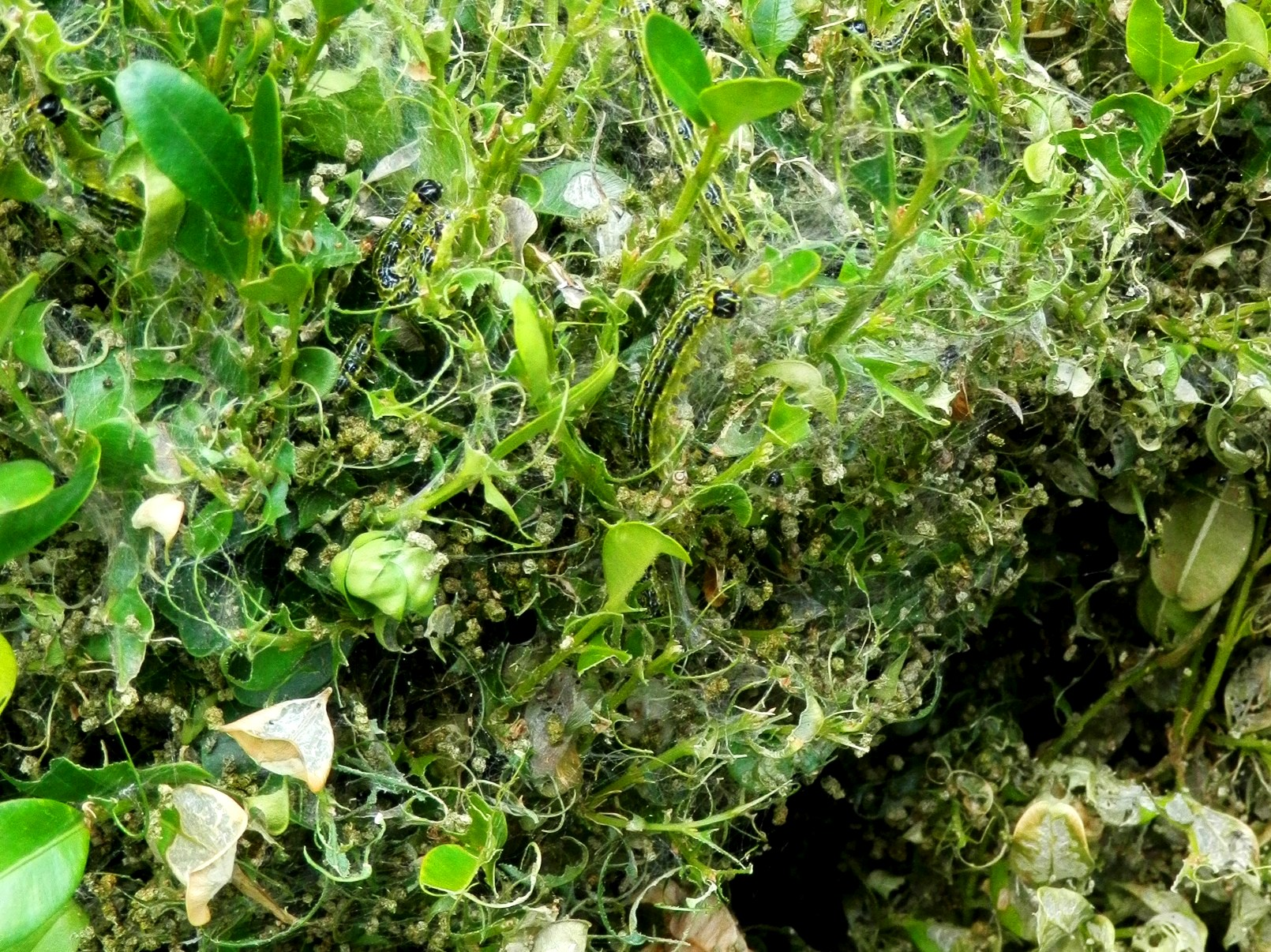
Danys pel ròssec de les larves, només queda el contorn de les fulles

Les larves s'alimenten de les fulles i brots de les espècies del gènere Buxus, que és l'únic hoste conegut. Les larves joves només mengen la part superior de la fulla, deixant l'estructura de l'interior, que és més dura. Les fulles no són destruïdes completament però queden pelades i finalment moren. Les larves velles són les que provoquen més danys: es mengen massiva i completament les fulles, deixant només el contorn i el centre.

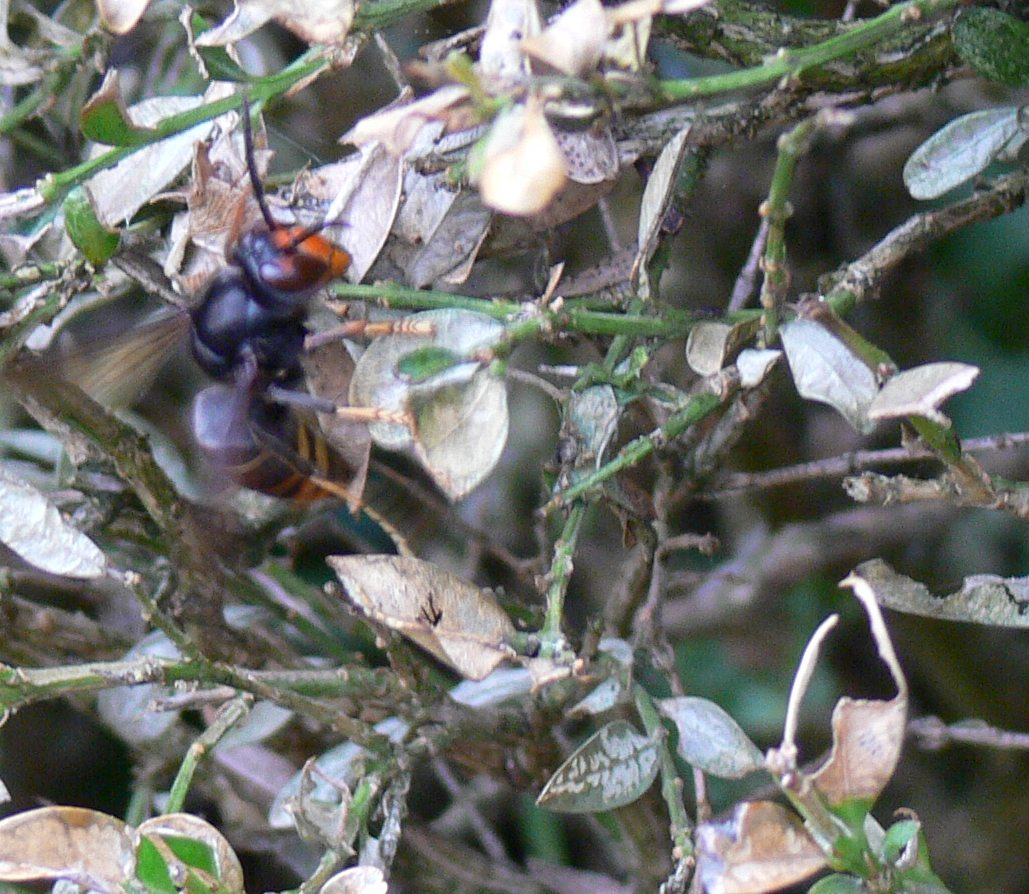
Adult de Vespa velutina en cerca activa de larves de Cydalima perspectalis en un boix infestat

A l'àrea d'origen (Àsia) existeix un control natural, ja que s'observa un comportament no destructiu de C. perspectalis. A Europa on l'arna ha estat introduïda, el dany és molt seriós perquè no hi ha cap enemic natural significatiu. Tanmateix la vespa depredadora asiàtica (Vespa velutina) podria servir, però el seu efecte depredador encara no va ser confirmat per resultats científics unívocs. Això ocorre al sud-oest de França, el primer lloc on V. velutina fou introduïda a Europa el 2004. La V. velutina és capaç de capturar larves petites, i les larves que es preparen per la nimfosi al seu capoll. Però V. velutina causa altres problemes, ja que depreda les abelles de la mel, i les europees són més vulnerables que les equivalents asiàtiques.

## Mètodes de control
Alguns insecticides sintètics com la cipermetrina o la deltametrina són eficaços, però han de ser aplicats de forma exhaustiva dins l'arbust i també sota les fulles. Es poden usar insecticides naturals basats en piretrina, extrets del crisantem i barrejat amb oli de colza. El spinosad, basat en compostos químics trobats en un bacteri, també és eficaç.
Bacillus thuringiensis ssp. kurstaki és un bacteri que produeix una endotoxina específica per a insectes que perfora l'estómac les erugues portant-les a la paràlisi i la mort. Els nematodes també tenen una acció en el sistema digestiu de les larves (difícil d'adoptar en aquesta arna).

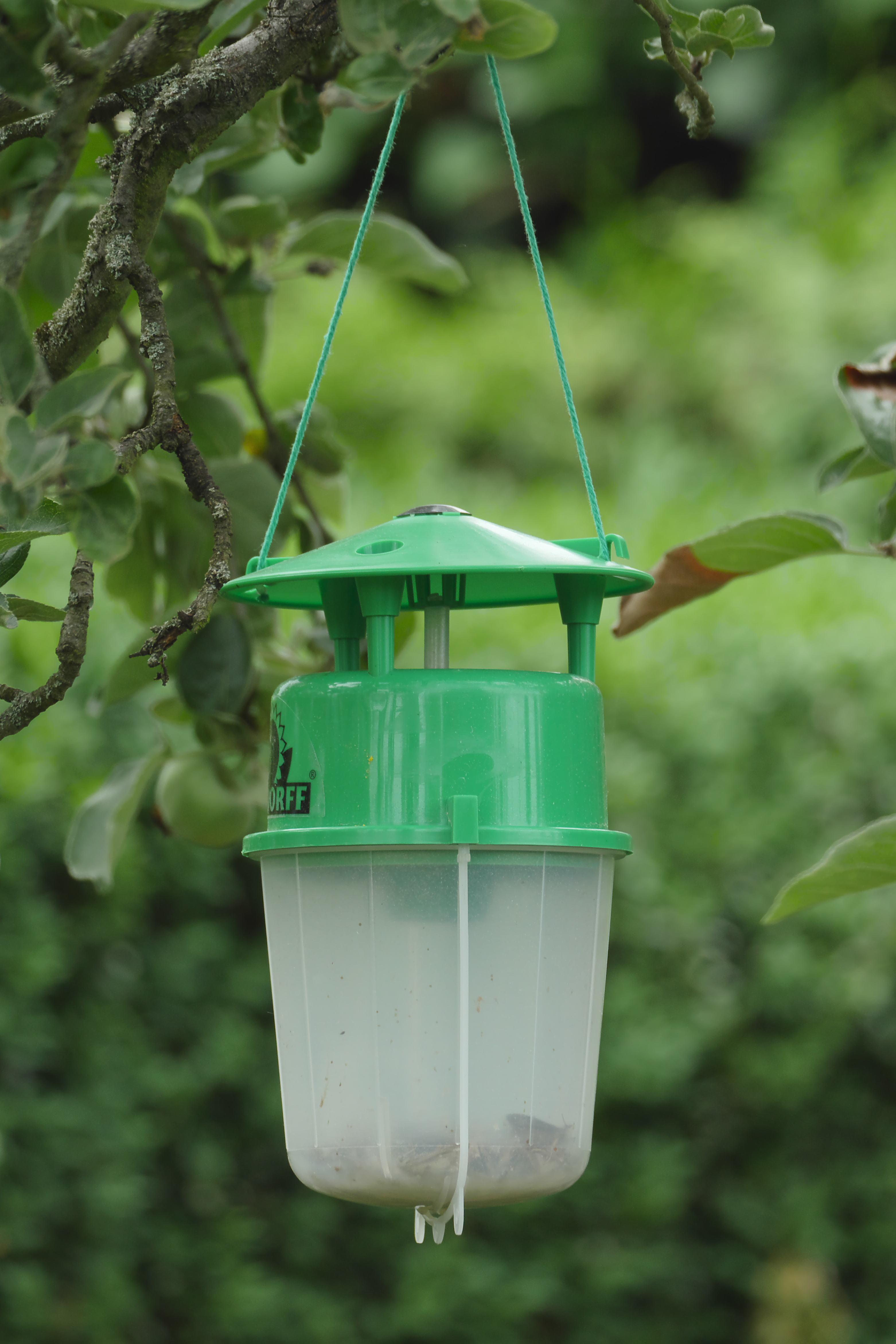
Trampa de feromones. La feromona és inclosa en el tub plàstic petit sota el capell, i directament a sota hi ha un embut que els dirigeix al contenidor.

Les trampes de feromona que atreuen mascles adults són capaces de minvar la fecundació de femelles adultes i així reduir els danys. La selectivitat de la feromona és molt bona i les espècies indígenes i útils no són atretes. Les trampes de feromones s'han de col·locar de març-abril a octubre-novembre.
Els tractaments amb insecticides, bacils i nematodes s'han de repetir tres cops en un interval d'uns deu dies, perquè majoritàriament afecten a les larves joves.
Des del 2018 es fan unes proves pilot a la comarca de la Garrotxa, per concretar un protocol de lluita contra la plaga que es podrà aplicar a altres territoris afectats per la plaga.